# Fashion (canção de David Bowie)
"Fashion" é uma canção composta pelo músico britânico David Bowie e lançada no seu álbum Scary Monsters (And Super Creeps), de 1980. Foi lançada como segundo single do álbum e, assim como seu antecessor, "Ashes to Ashes", a faixa foi acompanhada por um videoclipe aclamado por público e crítica.

## Música e letra
De acordo com o co-produtor Tony Visconti, "Fashion" foi a última canção gravada nas sessões de Scary Monsters, sendo que a sonoridade do baixo e parte da melodia foram inspiradas em "Golden Years", hit de Bowie de 1975. O guitarrista convidado Robert Fripp contribuiu com com uma série de riffs ásperos e mecânicos para complementar o arranjo de funk e reggae da banda.
A faixa é notável pelo seu vago efeito de coro e pela recorrente onomatopeia "beep beep", originalmente usada por Bowie na canção de 1971 "Rupert the Riley", que não foi lançada. Outra parte da letra que Bowie resgatou do passado foi "People from bad homes", faixa-título de um álbum gravado com The Astronettes, seus "protegidos". "People from Bad Homes" somente foi lançada em 1995.
Referências a um "goon squad" ("grupo de valentões") vindo à cidade geraram teorias de que a faixa na verdade fala sobre fascismo ("A Frente Nacional invade as discotecas", inferiram Roy Carr e Charles Shaar Murray, críticos da NME). Bowie, porém, negou essa interpretação numa entrevista dada pouco após o lançamento de Scary Monsters, dizendo que o que estava tentando fazer era "passar por aquele conceito de Ray Davies sobre a determinação e a incerteza das pessoas que trabalham com a moda". O biógrafo David Buckley afirmou que a canção "cutucou divertidamente a banalidade das pistas de dança e os fascistas de estilo" do movimento New Romantic.

## Videoclipe
David Mallet dirigiu um videoclipe para o single "Fashion" num famoso clube noturno chamado Hurrah, cujo dono era seu amigo Robert Boykin. A cena de abertura do clipe mostra Bowie no palco do clube (que estava com telas caqui para a gravação). As paredes espelhadas ao redor da pista de dança podem ser ao fundo em várias partes do vídeo e todas as cenas com a banda foram gravadas no clube. Cenas em outras locações perto de Manhattan entrecortam o clipe. Entre uma série de contorções faciais e outros gestos, Bowie faz uso de algo que empregara no vídeo de "Ashes to Ashes": rastejar lentamente e abaixar seu braço até o chão num arco vertical. Os leitores da Record Mirror votaram "Fashion" e "Ashes to Ashes" como os melhores videoclipes de 1980.
O vídeo apresenta Carlos Alomar, G. E. Smith (Hall & Oates), Khandi Alexander, o guitarrista Steve Love (que toca bateria no vídeo), John Kay, May Pang (casada com o produtor musical Tony Visconti) e Alan Hunter, que se tornou um dos primeiros VJs da MTV e também o primeiro VJ a aparecer num videoclipe.

## Lançamento e consequências
"Fashion" foi o segundo single do album Scary Monsters e o primeiro lançado após o álbum, que foi lançado em setembro de 1980. A edição de sete polegas chegou ao n°5 no Reino Unido e ao n°70 nos EUA, sendo, dessa forma, o primeiro single do cantor a entrar para as paradas americanas em quatro anos. O design do encarte britânico é uma adaptação da arte de capa da compilação Best of Bowie, de 1980. Bowie tocou "Fashion" em várias turnês e a faixa está presente na apresentação de 1983 do filme Serious Moonlight. A canção também aparece no filme Clueless. Durante a Cerimônia de encerramento dos Jogos Olímpicos de Verão de 2012, em Londres, "Fashion" foi usada numa homenagem à industria britânica de moda, em um desfile em que apareceram vários modelos britânicos de alto escalão.

## Recepção crítica
A canção recebeu uma posição entre as dez melhores "Faixas do ano" de 1980 pela NME.

## Faixas
1. "Fashion" (Bowie) – 3:23
2. "Scream Like a Baby" (Bowie) – 3:35

A edição japonesa do single teve "It's No Game (No. 1)" como Lado B.

## Créditos
- Produtores:
  - Tony Visconti
  - David Bowie
- Músicos:
  - David Bowie: vocais principais, teclado
  - Robert Fripp: guitarra
  - Carlos Alomar: guitarra
  - George Murray: baixo
  - Dennis Davis: bateria
  - Andy Clark: sintetizador

## Outros lançamentos
- A faixa apareceu nas seguintes compilações:
  - Changestwobowie (1981) – versão do single
  - Golden Years (1983) – versão do álbum
  - Fame and Fashion (1984) – versão do álbum
  - ChangesBowie (1990) – versão do álbum
  - The Singles Collection (1993) – versão do álbum
  - Best of Bowie (2002) – versão do single
  - The Best of David Bowie 1980/1987 (2007) – versão do single
  - Nothing Has Changed (2014) – "versão do single" incorretamente editada